# Rocksprings
Rocksprings ist eine Stadt (City) und Sitz der Countyverwaltung (County Seat) des Edwards County im US-Bundesstaat Texas in den Vereinigten Staaten.
Der Ort mit 60 % der Einwohner des Countys an der Kreuzung der US377 mit der TX55 ist auch der einzige im County, der mit dem Courthouse einen Eintrag im National Register of Historic Places vorweisen kann.
Die Stadt erhielt ihren Namen von natürlichen, aus porösen Kalksteinfelsen sprudelnden Quellen.
Südlich der Stadt befindet sich entlang der TX55 der Flughafen des Countys.